# Utawarerumono
Utawarerumono (うたわれるもの?) är en japansk mediafranchise kring en fiktiv värld i feodala Japans stil. Den började som ett äventyrsspel som släpptes av Leaf den 26 april 2002 och blev senare även till en manga och anime.